# جامية
السلفية الجامية أو التيار الجامي أو الجامية نسبةً إلى محمد امان الجامي، هو تيار فكري داخل الخريطة السلفية، من مركز افكاره التي يمتاز بها عن باقي التيارات السلفية هو نظرته بخصوص التوجه السياسي، فهو يجعل من طاعة الحاكم سواء من الأمراء او العسكريين نهجًا ضروريًا، فصار يُقيِّم الدعاة والعاملين في الساحة الإسلامية والسلفية بحسب نظرة هذا الداعية تجاه الحاكم في دولته، فهو تيار يُعِّظم من حرمة الخروج على الحاكم. ولذلك يُعتبر هذا التيار هو المقابل والمعاكس للتيار السلفي الحركي والسروري الذي يشجع الثورات والخروج على الحاكم.
التيار الجامي وهو ليس ذاته التيار المدخلي المنبثق عنه نسبةً إلى ربيع بن هادي المدخلي، التيار المدخلي يتميز بالعداء لأي توجه مخالف وتجريح دعاته والتشهير بهم واعتبارهم مبتدعة، بينما عادةً الدعاة الذي يُنصنفون بالجامية ويمدحونه هم ممن يذمون تلك التصرفات من تبديع وتشهير ويدعون بدلا من ذلك إلى اللين والرفق في النصح. بينما التيار المدخلي يمتاز بتتبع الدعاة واخطائهم وإظهار عوراتهم واخطائهم بحسب الكتاب والسنة من وجهة نظر التيار. ويشترك التيار الجامي والتيار المدخلي بالعداء للتوجه السياسي المخالف للسلطة انطلاقًا من مبدأ السمع والطاعة وحرمة الخروج على الحاكم جريًا على مذهب الحنابلة والأوزاعي الذين يحرمون الخروج على الحاكم الجائر.
كان سبب ظهور التيار الجامي وتأصل ادبياته بوضوح هو ما حصل بعد تهديد صدام حسين لمنطقة الخليج فأفتى كبار علماء السنة في المملكة العربية السعودية وعلى رأسهم الشيخ عبد العزيز بن باز بجواز إستعانة السعودية بأمريكا لدفع خطر صدام حسين عن الدولة السعودية، وحماية الدين والدولة. فنشأ عن ذلك معارضة من بعض الدعاة ورفضت هذه الفتوى، فكان الشيخ محمد أمان الجامي من أبرز العلماء الذين تصدوا بالرد على تلك الدعاة والجماعات التي رفضت هذه الفتوى واعترضت عليها. ولهذا ينسب إليه هذا التيار.

## النشأة
بداية نشأته كانت نحو عام 1412 هـ في المدينة النبوية وكان منشئها الأول محمد بن أمان الجامي الذي توفي قبل عدة سنوات وكان مدرساً في الجامعة الإسلامية في قسم العقيدة وشاركهُ لاحقاً في التنظيرِ لفكر الجامية ربيع بن هادي المدخلي وهو مدرس في الجامعة في كلية الحديث وأصله من منطقة جازان. أما الظهور العلني على مسرح الأحداث كان في عام 1411 هـ وذلك إبان أحداث الخليج والتي كانت نتيجة لغزو العراق للكويت وكان ظهوراً كفكر مضاد للمشايخ الذين استنكروا دخول القوات الأجنبية وأيضاً كانوا في مقابل هيئة كِبارِ العلماء والذين رأوا في دخول القوات الأجنبية مصلحة إلا أنهم لم يجرموا من حرم دخولها أو أنكر ذلك فجاء الجامية واعتزلوا كلا الطرفين وأنشأوا فكراً خليطاً يقوم على القول بمشروعية دخول القوات الأجنبية وفي المقابل يقف موقف المعادي لمن يحرِم دخولها أو ينكر على الدولة ويدعو إلى الإصلاح بل ويصنفونه تصنيفات جديدة.
للسلفية الجامية أكثر من اسم ولقب منها الخلوف أو المرجفون في المدينة والبعض ينسبها إلى الشيخ ربيع المدخلي فيقول المدخلية أو المداخلة ولكن أشهرها الجامية نسبه إلى محمد أمان الجامي, نشأت السلفية الجامية إبان حرب الخليج الثانية عندما اختلف العلماء في مشروعية استدعاء القوات الأمريكية إلى السعودية ونشطت في الفترة التي أعقبت الحرب إثر بروز دعاة الصحوة في السعودية مثل سفر الحوالي وسلمان العودة. ثم انتشرت هذه الجماعة فصار لها أتباع ورموز في الخليج العربي واليمن وخصوصاً في دماج وأيضا في مصر والأردن والجزائر وكذلك لهم امتداد بين المسلمين في أوروبا.
ويرفض هؤلاء الدعاة والعلماء المنسوبون إلى الجامية هذه التسمية ويعتبرونها من التنابز بالألقاب. فيقول أتباعها أن بعض الناس يلمزون السلفيين أهل الحديث والأثر بالجامية وأن هذه التسمية لا حقيقة لها وما هي إلا لمز قصدوا به التشويش والتنفير. وقد سميت بالجامية نسبة إلى الشيخ محمد أمان الجامي وهو من أصل حبشي. ومع تواجد قوات التحالف على الأراضي السعودية بعد احتلال الكويت تنامت شهرة وتأثير أسماء رموز الصحوة الإسلامية السعودية وترافق كل ذلك مع ظهور ما عرف لاحقاً بسلفية المدينة الذين دشنت أفكارهم على يد محمد أمان الجامي المدرس بالمسجد النبوي وأستاذ العقيدة في الجامعة الإسلامية بالمدينة قبل الاحتلال بسنتين تقريباً أي في عام 1988. وجعلت السلفية الجامية من طاعة أولي الأمر والولاء لهم والانقياد التام لرغبة أولي الأمر في غير معصية هو نهجها ومرتكز أفكارها والمعيار الذي تقيم من خلاله كل العاملين في الساحة الإسلامية من دعاة ومرشدين وفقهاء.
أما سبب إطلاق هذا اللقب فهو أن الشيخ محمد أمان وإخوانه من أهل العلم تعاضدوا وتآزروا في الرد على بعض الحركيين والحزبيين ومن تابعهم عن علماء وولاة لما أجازت هيئة كبار العلماء والافتاء الاستعانة بالقوات الإمريكية من باب الضرورة فقام شيوخ الصحوة وأصدروا أشرطة ضد هؤلاء العلماء والحكام فما كان من الشيخ محمد أمان الجامي وإخوانه إلا الرد هؤلاء الحركيين.
وقبل هذا الحدث في أواخر ثمانينيات القرن العشرين شهدت هذه الفترة انتعاشاً لما عرف بسلفية المدينة وأهل الحديث الجدد الذين أصبحوا يقدمون أنفسهم على أنهم الأكثر ولاء وإخلاصاً للسياسي وأن هذا التيار الذي عرف بالجامية شفع إعلان ظهوره بنقد وهجوم واتهام لشخصيات دينية كان منها أسماء ذات حظوة وقرب من أسماء كبيرة في الدولة حيث تمكن ممثلو هذا التيار من الإطاحة بعدد من أساتذة الجامعات وإقصائهم عن مجال التدريس وإحالة آخرين إلى التقاعد وتهميش مجموعة كبيرة من الدعاة والأكاديميين والإداريين طوال ما يربو على عشر سنوات. وكان من أسباب ظهور الجامية الوضع الاجتماعي لعدد من شرائح المجتمع السعودي المهمشة وقد اعتبر التيار نفسه الممثل الحقيقي لتعاليم الشيخ محمد بن عبد الوهاب ولهذا مارس أصحابه نقداً لعلماء المركز الذين كانوا رمزاً للحظوة الاجتماعية والنفوذ وقد طعنت الجامية في مصداقيتهم وتصادمت مع بعضهم لاحقاً.

## الخصائص والصفات
ليس بين التيار الجامي أي ارتباطات تنظيمية كما لا توجد له زعامة موحدة بل زعامات كثيرة متنوعة يتقارب بعضها ويجتمعون في بعض المسائل ويحصل بينهم افتراق واختلاف أحياناُ وقد يصل إلى حد القطيعة. وإنما يجمع هذا التيار تشابه المنهج في التعامل مع المخالف ومحاولة احتكار التسمي بالسنة والسلفية وتهميش وإنكار بقية التيارات والجماعات السلفية الأخرى فضلاً عن الجماعات الإسلامية خارج الإطار السلفي وكذلك يجمعه التشكل في مراكز علمية شرعية في عدة مناطق عربية لتدريس العلوم الدينية. كما لهذا التيار موقف متشدد من العمل السياسي والحزبية والانتخابات والتقارب مع الآخرين في الصف الإسلامي وحتى الجمعيات الخيرية ومنظمات المجتمع المدني كما أنه متشدد في ما يسمى طاعة ولي الأمر وعدم الخروج عليه وتحريم الثورات والمظاهرات والعمل السياسي العام ضد النظام الحاكم.
وصفت الجامية أيضاً بقربها الشديد من السلطة وكذلك ببعدها عن الغوص في السياسة فالجامية تيار سلفي نشأ في ظروف صعبة تطور بعدها إلى تيار معاكس للتيارات الحركية الإسلامية الأخرى. فهم ضد الدعاة المنابذين للحكام عموماً يشنون غاراتهم ويركزونها على كل داعية وكاتب ومفكر قام بمعارضة الحكام، كما تتميز خصومتهم بعدم إعذار المفكرين والإصلاحيين في خطأ أو تأويل في الوقت الذي يختلقون الأعذار للحكام. وسعوا في أحيان بالوشاية على الدعاة ورفع التقارير فيهم للحكام. ومن خواص التيار الجامي أيضاً الشدة على المخالف والتحذير منه علناً وإظهار البراءة من أخطائه وتصرفاته.

## أدبيات ومبادئ
- نقد الإسلام الحركي.
- نقد الأحزاب السياسية والتحزب.
- الهجر والتحذير من أهل البدع.
- درء الفتن.
- السمع والطاعة.
- سبل مناصحة الحاكم.
- منع الخروج على الحاكم.

## منتقدي التيار

### السلفية الجهادية

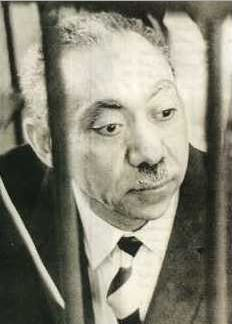
سيد قطب الملقب بـ أبو السلفية الجهادية وسيد البيان يوصف من قبل الجهاديين بمجدد الجهاد، والذي يعد أكثر الأشخاص تناولاً من أعلام التيار الجامي نقداً ورداً وتحليلاً.

يعتبر الجهاديون أن الجاميين أو المدخليين مجموعة من الموالين لحكام بلادهم فهم مجموعة من مشايخ السلطان ودعاته بل وكثير منهم من مخابراته ومباحثه وأنصاره وأوليائه ولخص كثير من علماء الجهاد والدعاة الجامية بكلمتين: هم خوارج مارقون مع الدعاة مرجئة مع الطواغيت. فهم مع الدعاة المخلصين كالذين قال فيهم ابن عمر:«شرار الخلق انطلقوا إلى آيات نزلت في الكفار فجعلوها على المؤمنين.» ومع الحكام على طريقة من قالوا: لا يضر مع الإيمان ذنب. كما كان الجاميين يذهبون إلى بيشاور ويخذلون الشباب عن الجهاد الأفغاني وكانوا ينشطون في جزيرة العرب فيصرفون الناس عن التبرع للجهاد الأفغاني بحجج كثيرة منها أن الأفغان مشركون قبوريون وأن الحرب في أفغانستان ليست إسلامية وأن كثير من قادة الجهاد الأفغاني من مختلي العقيدة ومتورطون مع قوى أجنبية وغيرها من الأسباب التي أدت بالكثير للتوقف عن نصرة الجهاد الأفغاني في سنواته الأخيرة وقد كان الشيخ عبد الله عزام يشتكي من هذا الأمر كثيراً. فبدأت الجامية بالعمل ضد قادة المجاهدين الأفغان ثم من الجهاد الأفغاني عامة ثم ضد قادة المجاهدين العرب ثم من العلماء والدعاة المعارضين للاحتلال الأمريكي لجزيرة العرب ثم عارضت الجامية من المجاهدين عامة والذين يقاتلون الأمريكان في أفغانستان والعراق بصفة خاصة وعارضت من العلماء والدعاة الناشطين في الساحة الإسلامية.

### السلفية السرورية أو الاصلاحية
يعتبر محمد أمان الجامي علم من أعلام الأمة الإسلامية معروف بالعلم والعمل به والدعوة إليه والصبر عليه لولا غلظته وقسوته على المخالف ومحمد بن محمد سرور زين العابدين داعية معروف بغيرته على الدين لولا اندفاعه بما لا ينبغي عند اختلاط الأوراق وظهور الأزمات، وقد غلط البعض إذ جعل من يدافع عن السنة وأهلها جامياً - نسبة للعلامة الجامي - بقصد الازدراء ولم يسلم بعض أفراد الطرف المخالف له حتى اتهم من يخالفه ولو في أتفه الأمور بالسروري أو المميع بقصد الظهور فكانت النسبتان متضادتين لا تجتمعان بحال، بل وهما بصحيح النظر لا يقبلان النسبة بالجامية أو السرورية لكون كل واحدة منهما حملت عند الكثير محمل الحط وهذا ممقوت لديهما ولدى النقاد المحايدين.
فكانت نشأة الجامية أنهم قاموا في مقابل مشايخِ الصحوة في ذلك الوقت من أمثال المشايخ : سفر وسلمان وناصر وعائض وغيرهم وشكلوا جبهة صد لهم وأخذوا يردون عليهم ويصنفونهم بتصنيفات ويقعدون لهم كل مرصد والسبب هو تنفير الناس عن قبول نظرياتهم واطروحاتهم ورفضاً لمشاريعهم الإصلاحية وإضفاء لنوع من الشرعية اللامحدودة للدولة بحيث تصبح فوق النقد ولا تطالها يد التغيير مهما فعلت من سوء أو جناية كل ذلك بأدلة شرعية. فالجاميون يرون أن كثيرا من الوعاظ والدعاة ما هم إلا خريجو مدرسة تسمى الصحوة الإسلامية وحقيقة الصحوة الإسلامية أنها الابنة المدللة لجماعة وافدة وفكر دخيل يسمى جماعة الإخوان المسلمين. فكان هذا هو أصل الخلاف، فقد تصدى الجاميون للشيخين سفر الحوالي وسلمان العودة وغيرهما من العلماء والدعاة الذين اعترضوا على دخول جيوش النصارى جزيرة العرب ثم بحثوا فقدروا أن شيخ الشيخين هو محمد بن سرور زين العابدين فحاربوه ووسموا الشيخين وأتباعهما بالسرورية ثم قدروا فوجدوا أن أصل كلام السرورية ومنبعه هو سيد قطب فأطلقوا على الكل لقب القطبية ثم قدروا فنظروا إلى الصورة الأكبر فوجدوا أن القطبية هي حركة حزبية فأطلقوا على مخالفيهم الحزبيون وكان سيد يدعوا إلى الإسلام الحركي المقابل للركود والجمود فقالوا الحركيون وهكذا هم في تطور مستمر في الاجتهاد في الألقاب والتصنيفات والتحليل - وهذه التقديرات والمصطلحات تميز بها الجاميون أول الأمر حتى انتشرت - ودائماً يصف خصوم الجامية أتباعها بجملة شهيرة بأنهم «خوارج مع الدعاة مرجئة مع الحكام رافضة مع الجماعات قدرية مع اليهود والنصارى والكفار.»

### السلفية الدعوية

شعار لبعض مناوئي المذهب الجامي.

يعتد منتقدي التيار بأنه قد خالف في امر الخروج عن الحاكم الجائر بعض السلف من الحنابلة مثل ابن رجب الحنبلي وأبو الوفاء علي بن عقيل وأبو الفرج بن الجوزي وعبد الرحمن بن رزين الذين يرون مشروعية الخروج وأبي حنيفة والشافعي ومالك وابن حزم الذين يجيزون الخروج على الحكام الظلمة.

### رأي السلفية الجامية
يقول أتباع التيار الجامي أن هذه التسمية لا حقيقة لها وما هي إلا لمز قصدوا به التشويش والتنفير وإنما هناك شيخ وعالم جليل اسمه محمد أمان بن علي جامي كان سلفياً وتكلم في أهل الأهواء والبدع والأحزاب فاطلقوا على كل سلفي لقب جامي فقد اتخذ الحزبيون الثوريون سبلاً لتعمية الناس عن كلام الناصحين الصادين لعدوانهم والتنفير منهم ومن السبل نبزهم بلقب الجامية ليحذرهم من لا يعلمهم ممن يجهل الحقيقة وصد الناس عن أهل الحق بألقاب السوء طريقة قديمة. فأهل البدع - كما يقولون - في هذه القرون المتأخرة يسمون أهل التوحيد بالوهابية تنفيراً للناس منهم فكم اغتر بهذا اللقب التنفيري من خلق كثير لا سيما من هو خارج الدولة السعودية فحقيقة هذا اللقب هو التنفير وأنه أطلق على السلفيين المتمسكين بهدي السلف الصالح خلافاً لهؤلاء الحركيين.
ورد الجامية على أنه من أبرز خصائصهم أنهم لا يدعون الأمة إلى جهاد الكفار فقالوا بأن المسلمون اليوم ضعفاء بالنسبة للعدو من جهة العدة والعتاد فالكافر هو المصنع للأسلحة والمحتكر لها ولا يدفعها للمسلمين إلا بمعاهدات ومواثيق ولا يستعملها إلا بإذنه بل لا يبيع المسلمين إلا الرديء منها وإذا باعهم الجيد احتكر قطع الغيار والصيانة له. وعلى هذا فإنهم يرون شرعية الجهاد الصحيح وبشروطه المعتبرة وأن يكون مع القدرة وبإذن ولي الأمر وغير ذلك من الضوابط المذكورة في موضعها من كتب أهل العلم وإلا فلا جهاد على أساس قول أن الجهاد وسيلة وليس غاية.

وسيتشهدون بقول ابن عثيمين عندما قال:
كما يقول الكثير من الجهاديين والثوريين والحزبيين أن الجاميون أذناب السلطان وأهل غلو فيه فيقولون هل هم أطاعوا العلماء والأمراء فيما حرم الله فهم يقولون أن السمع والطاعة للحكام في غير معصية الله ولو كانوا فساقاً كما تواترت بذلك الأحاديث النبوية الصحيحة ومنها ما أخرج مسلم عن عوف بن مالك أن رسول الله صلى الله عليه وسلم قال:«ألا من ولي عليه وال فرأه يأتي شيئاً من معصية الله فليكره ما يأتي من معصية الله ولا ينزعن يداً من طاعة.» وإنما يكثر الجهاديون من طرح هذا الموضوع لأن الثوريين والحزبيين يخالفون معتقد أهل السنة في باب السمع والطاعة للحاكم المسلم.
أما ردهم على من قال أن ديدن الجامية تجريح الدعاة والمصلحين فإنهم إنما جرحوا هؤلاء من خالفوا نهج الكتاب والسنة ولبسوا على العوام دينهم وربوهم على الزهد في العلماء الربانيين والطعن وسوء الظن بحكامهم وهذا كله خلاف منهج سلف الأمة. أما رأيهم في الجهاد فإنه من أنكر شرعية الجهاد فهو كافر لإنكاره ما دل الكتاب والسنة عليه بالتواتر. وإنما غاية الأمر أن الجهاد مشروع لإعلاء كلمة الله وحفظ دماء المسلمين وأعراضهم فإذا كان القيام به يضر أكثر مما ينفع فإنه يترك وذلك في حال الضعف كما كان الحال من رسول الله صلى الله عليه وسلم لما كان في مكة فإنه لم يشرع له الجهاد لضعفه.

## أقوال علماء المسلمين المعاصرين في الجامية
- قال صالح بن فوزان الفوزان: «وأما اللقب الذي لمزت به أتباع السلفية الصحيحة بأنهم جامية نسبة إلى الشيخ الفاضل محمد أمان الجامي رحمه الله وهو لا ذنب له إلا أنه يدعو إلى السلفية الحقة الصحيحة كما عرفناه عنه وعاصرناه عليه وما هو مدون في كتبه وأشرطته وهذا لقب نقلته عن غيرك ولم تعرف ما تحته ومن الذي اخترعه. إن الذين اخترعوه هم الحزبيون لما رأوا الشيخ محمد أمان الجامي وإخوانه يدعون إلى السمع والطاعة لولي أمر المسلمين ويدعون إلى لزوم الجماعة وعدم التفرق والاختلاف الذي تعينه الجماعات الحزبية اخترعوا هذا اللقب لينفروا من تلك الدعوة وأصحابها، كما اخترعت الفرق السابقة لأهل السنة والجماعة ألقاباً منفردة مثل الحشوية والمجسمة والخوارج والوهابية إلى غير ذلك ولكن هذا لا يضير أهل الحق كما قال إخوانهم من قبل ﴿قَالُواْ لَا ضَيۡرَۖ إِنَّاۤ إِلَىٰ رَبِّنَا مُنقَلِبُونَ ۝٥٠﴾ [الشعراء:50]»[18]

## أعلام السلفية الجامية
منظري التيار الجامي ودعاته هم أساتذة في الجامعة الإسلامية بالمدينة ومشتغلون بالحديث وطلاب مبتعثون مقيمون من دول إسلامية وعربية وفي سياق الاحتراب جاء وصم هذا التيار من قبل خصومه بالجاميين واعتبرت الجامية مذهب ينسب إلى مؤسسه محمد أمان الجامي مع أن من رموزها الأحياء من لايقل تأثيراً عن الجامي مثل ربيع بن هادي المدخلي الأستاذ السابق بالجامعة الإسلامية. وهناك أسماء كثيرة أخرى غير الأسماء التالي ذكرها لكن هذه أبرزها وجميعهم يجتمعون على اللوذ عن الحكام والجدال عنهم واعتبارهم ولاة أمور لا يجوز الخروج عليهم في الوقت الذي يشنون فيه الحرب على دعاة الإسلام المجاهدين والمصلحين أو المعارضين منهم للحكام.
في السعودية
محمد أمان الجامي وهو أثيوبي قدم إلى المدينة المنورة وكتب له التدريس في المسجد النبوي والجامعة الإسلامية. وربيع بن هادي المدخلي المدرس في الجامعة الإسلامية الذي اهتم بالرد على سيد قطب، فالح بن نافع الحربي ومحمد بن هادي المدخلي عضو هيئة التدريس بكلية الحديث الشريف والدراسات الإسلامية، عبد العزيز الريس، حمد العتيق.
في الكويت
الدكتور عبد الله الفارسي، فلاح إسماعيل مندكار، محمد العنجري، حمد بن إبراهيم العثمان، سالم بن سعد الطويل ومحمد الحمود النجدي.
في الإمارات
عبد الله السبت نشط في نشر السلفية.
في البحرين
فوزي الأثري والأثري هو لقب مكتسب وليس لقبه الحقيقي كان يترأس مركزاً لتحفيظ القرآن الكريم في منطقة قلالي ويمارس من خلاله أنشطته التي كانت تماثل أنشطة غيره من الجامية من الرد على الدعاة والدعوة لموالاة ولي الأمر.
في الجزائر
الأصول السلفية في الجزائر تعود إلى الجهد الذي بذله شيوخ جمعية العلماء المسلمين الجزائريين في ثلاثينات وأربعينات القرن العشرين، وعلى رأسهم الشيخ عبد الحميد بن باديس، والشيخ البشير الإبراهيمي، ونتيجة التضييق الذي مارسته السلطات الجزائرية بعد استقلالها عام 1962 جريجوري، لم يظهر رأس لها إلا الشيخ أحمد حماني، وبعد الأزمة الأمنية نهاية الثمانينات وطوال التسعينات، ظهرت بعض الوجوه، وتفرقت إلى الفروع المنسوبة إلى السلفية، ولم يرشح مما يلقب بالجامية إلا المشايخ الآتية أسماؤهم: الشيخ محمد بن علي فركوس، الشيخ عبد المجيد بن جمعة، والشيخ عبد الغني عويسات، والشيخ لزهر سنيقرة، والشيخ عز الدين رمضاني، والشيخ عبد المالك رمضاني، عمر حمرون، الدكتور رضا بوشامة. ويلقبهم خصومهم بالإثني عشرية، وذلك لأن عادّة من يوقع على الفتاوى والبيانات والمواقف هو 12 شيخاً منهم.
في المغرب
محمد بن عبد الرحمن المغراوي، زين العابدين بلافرج.
في اليمن
تعد مدرسة الشيخ مقبل الوادعي السلفية في آخر مراحلها وريثة الجامية في اليمن. البعض يسميهم التيار الحجوري أو التيار المقبلي وكلها تسميات عليها شيء من الاعتراض لكون الحجوري ليس شخصاً متوافقاً عليه بين المنتمين لهذا التيار كما أن الشيخ مقبل الوادعي تتنازع الانتماء إليه تيارات سلفية أخرى. من أبرز رموز هذا التيار الشيخ يحيى الحجوري مدير مركز الحديث في قرية دماج في صعدة والذي حاصره الحوثيون والشيخ محمد الإمام مدير مركز معبر في محافظة ذمار والشيخ محمد بن عبد الوهاب الوصابي في الحديدة والشيخ عبد الرحمن بن مرعي العدني في مركز الحديث في لحج. وليس هؤلاء المشايخ متوافقين فللشيخ يحيى الحجوري مواقف متشددة ضد بعضهم ولكنهم يتشابهون في المواقف العامة. وأتباع التيار الجامي كثيرون ومنتشرون في كل المحافظات اليمنية ولهم مساجد متعددة وخاصة في المدن الرئيسة ومراكز علمية وشرعية.
في مصر
وأبرز رموزها في مصر هم محمد سعيد رسلان، محمود لطفي عامر، أسامة القوصي، طلعت زهران، أبو بكر ماهر بن عطية، جمال عبد الرحمن، علي حشيش، عبد العظيم بدوي، ومحمود الرضواني.
في الأردن
وأبرزهم في الأردن علي الحلبي ومشهور حسن.

## وصلات خارجية
- موقع شبكة شباب السنة جمهرة مقالات التيار السلفي الجامي.
- قراءة في كتاب زمن الصحوة – ستيفان لاكرو
- تعريف العامي بالمذهب الجامي بقلم حسين بن محمود.
- التيار الديني في السعودية موقع قضايا الخليج.
- افتراءات الجامية على السلفية الجهادية على يوتيوب من تعليق الشيخ أبو محمد المقدسي.(فيديو)
- عبد العزيز الطريفي يلجم الجامية على يوتيوب تعليق الشيخ عبد العزيز الطريفي على الأدبيات الجامية.(فيديو)
- بسبب الجامية ارتد البعض عن الإسلام في البرازيل على يوتيوب تعليق الشيخ ناصر العمر حول الجامية.(فيديو)
- أدبيات المذهب الجامي وتاريخها على يوتيوب تعليق من الشيخ عثمان محمد الخميس. (فيديو)
- الجامية وفرعها الحدادية على يوتيوب تعليق من الشيخ ممدوح الحربي. (فيديو)